# Dieter Bohlen
Dieter Günther Bohlen (Berne; 7 de febrero de 1954) es un músico, compositor, productor y cantante alemán.
Sus padres son Hans y Edith Bohlen; es el mayor de 2 hermanos. Es uno de los productores más importantes de Europa, siendo el creador del famoso dúo Modern Talking, que ha vendido más de 120 millones de discos en todo el mundo, además de tener muchas producciones de éxito en su carrera entre las cuales C.C. Catch y Blue System son las más memorables. Hasta 2006, había vendido, entre todas sus producciones, más de 160 millones de discos.

## Biografía

### Los Inicios
Dieter Bohlen desde su niñez tuvo muchas dificultades: entre ellas el hecho de que su padre, ingeniero hidráulico, tenía todo listo para dejarle el negocio a su hijo que desde pequeño mostró siempre un carácter rebelde, por lo que estuvo regido por una disciplina muy dura de parte de su familia y escuela que incrementaron más su carácter.
Cuando era adolescente aprendió a tocar la guitarra por sus propios medios, su primera composición fue una canción de nombre "Muchas bombas caen". Al llegar a la Universidad continuó con su afición de músico debido a la mayor libertad que tenía de sus padres. Se unió a varios grupos locales como Capo, el grupo Aorta y el Mayfair, que ese entonces era el más popular en Gottigen. Es en este último grupo donde comienza a destacar su aptitud también para la composición; una vez que deja el grupo, decide escribir y mandar sus trabajos a distintas discográficas para probar suerte, y aunque lamentablemente las respuestas eran negativas nunca bajo la cabeza y siguió componiendo. Es por esos tiempos que conocería a su primera esposa Erika.
Sobre el año 1977 junto a un compañero de Gottigen llamado Holger formaría el dúo Monza, editando 2 sencillos "Heisse Nacht in der City" y "Hallo Taxi nr.10", con poca resonancia comercial; cancelando el proyecto.
En 1979 ya trabajaba para Intersong BMG componiendo y escribiendo para la casa discográfica. En 1980 interpretaría su primera canción bajo el seudónimo de Steve Benson, el sencillo fue "Don't Throw My Love Away". Pese a no tener éxito comercial la figura de Bohlen ya empezaba a hacerse conocida en el mundo de la música. Muchos artistas pedían ya trabajar con él. Conseguiría dos discos de oro produciendo a Ricky King y Roland Kaiser. Editó un sencillo junto al grupo Sunday llamado "Hale Hey Louise", que se convertiría en el primer éxito interpretativo de Bohlen, e incluso presentaron el tema por la cadena de TV alemana ZDF.

### 1980/1990 El Éxito Modern Talking
Entrando 1983 vendría el éxito para Bohlen, pues la canción "Mit 17" que produjo para Bernd Clüver para el Festival de Eurovisión llegó al top #3 en Alemania. En 1984 Dieter se da a conocer como Ryan Simmons, con temas como "Lucky Guy" o "The Night is yours the night is mine"; temas que luego se volverían a grabar para el primer álbum de Modern Talking con la voz de Thomas Anders.
A finales de 1984 forma su propio proyecto: comenzó a buscar gente para formar un grupo. Se reuniría, pues con cantantes como Thomas Anders. Luego llamó al productor y cantante Marc de Ville (Rolf Köhler) que junto al resto de equipo como Detlef Wiedeke, Michael Scholz, Birger Corleis y Luis Rodríguez formaron la mítica banda Modern Talking. Éxitos como "You're My Heart, You're My Soul", "Brother Louie", "Cheri Cheri Lady", "Atlantis Is Calling (S.O.S. for Love)" y "You Can Win If You Want" llegaron al número #1 en Alemania y en casi todo el mundo.
En 1986 produjo para el exvocalista de Smokie, Chris Norman la canción "Midnight Lady" que fue número #1 en Alemania. A finales de 1985 sacaría su segunda mayor producción, C.C. Catch, con quien editó cuatro álbumes y doce sencillos hasta que en 1989 terminó mal su relación de trabajo.
En 1987 tras la disolución de Modern Talking, Bohlen lanzó su proyecto Blue System; con un relativo éxito en Europa. El segundo álbum de Blue System "Body Heat" contenía un tema llamado "Silent Water" que fue parte de la banda sonora de la serie televisiva "Tatort Moltke" del canal ARD, en donde Dieter tiene un pequeño papel en uno de los capítulos.
En el año 1989 compuso las canciones que representaron a Alemania y a Austria en el Festival de Eurovisión. La canción en competencia por Austria, fue producida en conjunto con Dieter Bohlen y fue interpretada por Thomas Forstner. Tras el término de la competencia la canción de Dieter había quedado en el puesto 15, pero luego, para su sorpresa la canción clasificó N.º 5, logrando así otro éxito en su carrera. En 1992 fue coautor del tema austriaco "Zusammen geh'n", interpretado por Tony Wegas y que finalizó en 10.º puesto.
Fue jurado del programa Alemán "Deutschland sucht den Superstar 2013". Ha seguido trabajando para el programa DSDS hasta 2017 al menos.
Otra faceta de Dieter Bohlen poco conocida es su colaboración con Georgie Dann, para quien creó uno de sus populares éxitos veraniegos: "Ulé tamouré".

## Canciones n.º 1 en Alemania
- "You're My Heart, You're My Soul" - Modern Talking, 1985.
- "You Can Win If You Want" - Modern Talking, 1985.
- "Cheri Cheri Lady" - Modern Talking, 1985.
- "Brother Louie" - Modern Talking, 1986.
- "Atlantis Is Calling (S.O.S. for Love)" - Modern Talking, 1986.
- "Midnight Lady" - Chris Norman, 1986.
- "We Have a Dream" - Deutschland sucht den Superstar participantes, 2003.
- "Take Me Tonight" - Alexander, 2003.
- "You Drive Me Crazy" - Daniel K., 2003
- "Für dich" - Yvonne Catterfeld, 2003.
- "Free Like The Wind" - Alexander, 2003.
- "Du hast mein Herz gebrochen" - Yvonne Catterfeld, 2004.
- "Now Or Never" - Mark Medlock, 2007.
- "You Can Get It" - Mark Medlock, 2007.

- Datos: Q76906
- Multimedia: Dieter Bohlen / Q76906